# Приватієр (Південна Кароліна)
Приватієр (англ. Privateer) — переписна місцевість (CDP) в США, в окрузі Самтер штату Південна Кароліна. Населення — 1980 осіб (2020).

## Географія
Приватієр розташований за координатами 33°49′1″ пн. ш. 80°23′29″ зх. д. / 33.81694° пн. ш. 80.39139° зх. д. (33.816845, -80.391428).  За даними Бюро перепису населення США в 2010 році переписна місцевість мала площу 21,30 км², з яких 21,14 км² — суходіл та 0,16 км² — водойми.

## Демографія
Згідно з переписом 2010 року, у переписній місцевості мешкало 2349 осіб у 829 домогосподарствах у складі 658 родин. Густота населення становила 110 осіб/км².  Було 880 помешкань (41/км²).
Расовий склад населення:
| - 83,3 % — білих - 11,9 % — чорних або афроамериканців - 0,4 % — корінних американців - 0,2 % — азіатів - 2,0 % — осіб інших рас |

До двох чи більше рас належало 2,3 %. Частка іспаномовних становила 4,8 % від усіх жителів.
За віковим діапазоном населення розподілялося таким чином: 26,5 % — особи молодші 18 років, 62,6 % — особи у віці 18—64 років, 10,9 % — особи у віці 65 років та старші. Медіана віку мешканця становила 35,5 року. На 100 осіб жіночої статі у переписній місцевості припадало 94,9 чоловіків;  на 100 жінок у віці від 18 років та старших — 97,9 чоловіків також старших 18 років.
Середній дохід на одне домашнє господарство  становив 51 952 долари США (медіана — 36 394), а середній дохід на одну сім'ю — 61 271 долар (медіана — 63 092). Медіана доходів становила 33 508 доларів для чоловіків та 31 374 долари для жінок. За межею бідності перебувало 14,4 % осіб, у тому числі 18,2 % дітей у віці до 18 років та 5,4 % осіб у віці 65 років та старших.
Цивільне працевлаштоване населення становило 1122 особи. Основні галузі зайнятості: виробництво — 29,0 %, освіта, охорона здоров'я та соціальна допомога — 28,1 %, публічна адміністрація — 10,2 %, будівництво — 7,1 %.